# Nordoberfränkischer Verein für Natur-, Geschichts- und Landeskunde
Der Nordoberfränkische Verein für Natur-, Geschichts- und Landeskunde e. V. oder kurz Langnamenverein ist eine Vereinigung, deren Ziel seit ihrer Gründung im Jahr 1891 die Bestrebungen in den im Namen enthaltenen Fachbereichen zu bündeln ist. Das Einzugsgebiet des Vereins sind neben Stadt und Landkreis Hof die Landkreise Wunsiedel und Kronach.

## Geschichte
Der Nordoberfränkische Verein für Natur-, Geschichts- und Landeskunde wurde am 5. Oktober 1891 in Hof von einer „Gruppe von Naturfreunden, welche sich die Erforschung […] [des Hofer Raumes] und […][seiner] Geschichte zur Aufgabe gemacht hatten“, gegründet und sollte der Bildung des Bürgertums dienen. Die wissenschaftliche Ausrichtung der Organisation spiegelt sich auch in den anfangs 62 Mitgliedern wider, die alle aus der gehobenen Schicht der Bevölkerung kamen und Berufe aus der Rechtswissenschaft, der Verwaltung oder der Schulerziehung hatten. Innerhalb der ersten Vereinsjahre stiegen die Mitgliederzahlen dieser beinahe elitär wirkenden Gesellschaft rapide an, was nicht zuletzt daran gelegen sein mag, dass es bis dahin noch keinen Verein mit einer derartigen Ausrichtung in der Stadt Hof gegeben hatte. 1906 wurde mit 171 Mitgliedern ein erster Höchststand verzeichnet. Bis 1945 war es Frauen zwar nicht ausdrücklich verboten, dem Verein beizutreten, doch konnte die Vorstandschaft, die jeden Mitgliedsantrag prüfte, sicherstellen, dass die Männer anfangs unter sich blieben. Ab 1893 fanden in regelmäßigen Abständen Familienabende statt, zu denen auch die Frauen der Mitglieder eingeladen wurden.
Schon bald nach der Gründung des Vereins fanden erste Vortragsabende statt, die zwar teilweise öffentlich waren, deren Zuhörerschaft jedoch meist auf Mitglieder beschränkt blieb. Die Themen bezogen sich anfangs nicht ausschließlich auf die Region, sondern dienten eher der Allgemeinbildung der Mitglieder. Die Referenten kamen meist aus den eigenen Reihen und konnten schon recht bald auf einen angeschafften Bildprojektor zurückgreifen.
Seit 1896 wurden regelmäßig sogenannte Berichte mit Aufsätzen der Mitglieder zu verschiedenen Themen herausgegeben, die mit Publikationen anderer Institutionen getauscht wurden. Dadurch hatte man recht bald eine ansehnliche Vereinsbibliothek, die durch verschiedene Schenkungen und Stiftungen, auch plastischer Exponate, bereichert wurde.
Nach Arnd Kluge, dem heutigen Vorsitzenden der Vereinigung, kann der Nordoberfränkische Verein als eine Art Geselligkeits-Einrichtung verstanden werden, die sich gegenüber modernen technologischen und wissenschaftlichen Entdeckungen stets aufgeschlossen zeigte. Ziel war es vor allem, die Mitglieder zu unterhalten und ihnen dabei Wissen und Bildung zugänglich zu machen. Beispiele sind die Aufstellung eines Seismographen und eines Refraktors in den Jahren 1908 und 1913. Aus dieser Initiative des Vereins entstanden später die Erdbebenwarte und das Observatorium der Stadt Hof.

### Erste Probleme
Schon bald nach dem Mitglieder-Höchststand im Jahr 1906 gingen die Zahlen merklich zurück und sanken 1939 auf 61.
Die mittlerweile zu groß gewordene vereinseigene Sammlung wurde der Stadt Hof zum Geschenk gemacht und damit ein Museum gegründet.
Kluge sieht auch die elitäre Haltung des Vereins als einen Hauptgrund für dessen schwindende Attraktivität für neue Mitglieder an, da durch die stets von internen Referenten ausgestalteten Vortragsabende die Themen sehr schnell abgehandelt waren und es kaum noch neue Impulse von außen gab. Auch hatte sich zwischenzeitlich eine breite Konkurrenz an Organisationen mit ähnlichen Zielen in Hof gebildet, wie etwa der Verschönerungs-, der Kunst- und der Literarische Verein. Zwar versuchte man, die verschiedenen Aktivitäten zu bündeln, was zum Beispiel dazu führte, dass die Gruppe des Familienforscher-Vereins Roland im Nordoberfränkischen Verein aufging und der schon vielen Hofern zu lange Name um den Zusatz „und Familienkunde“ ergänzt wurde, doch konnten die Verhältnisse der Blütezeit vorerst nicht wieder erreicht werden.
Neben den Vorträgen zu den namensgebenden Bereichen der Forschung kamen wechselnde Schwerpunktthemen hinzu. So berichtete man während des Ersten Weltkrieges von der Geologie des Krieges oder möglichen Explosivstoffen, ab 1917 befasste man sich mit Themen wie Krieg und Seuchengefahr oder Eßbare Erde. Auch die Zeit der nationalsozialistischen Diktatur ging nicht spurlos an der Vereinigung vorbei, die sich nun unter anderem mit Familienkunde und der Lebensraumfrage befasste. Zwar sah man 1933 vorerst von einer Gleichschaltung der Vorstandschaft und der Umstrukturierung des Vereins ab, doch erwog man 1936 aufgrund der weiterhin rückläufigen Mitgliederzahlen erstmals die Auflösung. Nachdem auch die Vereinsbibliothek dem kurz zuvor gegründeten Stadtarchiv übergeben worden war, hatte der Verein keine eigenen Sammlungen mehr. Kurze Zeit später wurde die Gleichschaltung nachgeholt und der Verein in die NS-Kulturgemeinde Vortragsring integriert.
Drei Jahre später, bei Ausbruch des Krieges, ruhten die Aktivitäten endgültig.

### Neubeginn nach dem Zweiten Weltkrieg

Der Arbeitskreis Archäologie und Denkmalpflege bei einer Stollenbegehung am 26. Juli 2011 in Kautendorf bei Hof

Nach dem Krieg wurde der Verein, der sich nicht aufgelöst hatte, 1949 von einem Kreis alter Mitglieder wieder mit Leben erfüllt.
Die Mitgliederzahlen stiegen innerhalb kürzester Zeit rasant an und erreichten 1956 einen neuen Höchststand von 292. Darunter befanden sich nun auch vermehrt Frauen.
Ebenso wie in der Mitgliederstruktur hatte sich auch bei den Aktivitäten ein Wandel vollzogen: Die Vorträge wurden nicht mehr nur von Mitgliedern gehalten, sondern es kamen vermehrt außenstehende Personen und präsentierten lokal-historische Themen. Auch Mundartabende auf Nordbairisch und Ostfränkisch sowie Exkursionen standen auf dem Programm. Die Veröffentlichungen befassten sich ebenfalls mit diesen Themen, wobei auch großer Wert auf die Zusammenarbeit mit Hochschulen und Universitäten gelegt wurde.
Trotz des gewandelten Vereinsbildes kam es in den 1960er Jahren zu einer erneuten Stagnation der Mitgliederzahlen und die Zahl der meist betagten Vortragenden ging zurück. Anfang der 1970er Jahre fanden jährlich nur noch drei Vortragsabende statt, weshalb manche die Auflösung als einzigen logischen Schluss ansahen. Dem langjährigen Vorsitzenden Axel Herrmann, der dieses Amt 1979 übernommen hatte, gelang es jedoch, verschiedene neue Projekte zu initiieren und das Überleben des Vereins zu sichern.
Vier Jahre später wurde der Verein ins Register eingetragen; die Ziele wurden auf Forschung und Bildungsvermittlung präzisiert.

## Aufbau des Vereins
Die Organe des Vereins sind laut Satzung:
- Der Vorstand
- Der Ausschuss und
- Die Mitgliederversammlung

## Publikationen
Neben der Veröffentlichung der Berichte gibt der Verein in unregelmäßigen Abständen Sonderpublikationen heraus.

## Arbeitskreise
Es wurden einige Arbeitskreise gegründet, die auch für Nichtmitglieder offenstehen:
- Der Arbeitskreis Botanik unter der Leitung des Biologen Thomas Blachnik widmet sich der Bestandserfassung der heimischen Pflanzenwelt und führt Exkursionen in die Flora der Region durch.
- Der Arbeitskreis Friedhof unter der Leitung von Beatrix Münzer-Glas hat sich der Erfassung von kunsthistorisch interessanten Grabdenkmälern auf den Friedhöfen der Region verschrieben.
- Der Arbeitskreis Gästeführer unter der Leitung von Marion Heinl ging aus einer vom Verein angebotenen Gästeführer-Schulung im Jahr 2007 hervor und leitet nun die in der Stadt Hof angebotenen Führungen für Einheimische und Besucher.
- Der Arbeitskreis Geschichtstafeln unter der Leitung von Dieter Busch arbeitet seit 2009 an der Beschilderung der für Hof markanten und historisch bedeutenden Bauwerke.
- Der Arbeitskreis Archäologie und Denkmalpflege unter der Leitung von Adrian Roßner wurde 2010 auf Initiative des Vereins gegründet, um die im Rahmen einer Schulung des Bayerischen Landesamts für Denkmalpflege ausgebildeten ehrenamtlichen Archäologen der Region zu erfassen, archäologische und denkmalpflegerische Aufgaben im Landkreis Hof zu übernehmen und Projekte dieser Themenschwerpunkte zu betreuen.